# Чак Поланік
Ча́рльз Ма́йкл «Чак» По́ланік (також Палагню́к, Па́ланік, англ. Charles Michael «Chuck» Palahniuk /ˈpɔːlənɪk/, укр. Палагнюк; нар. 21 лютого 1962, Паско, Вашингтон) — американський сатирик, письменник-фантаст і вільний журналіст українського походження. Найвідомішим романом автора є «Бійцівський клуб» (англ. Fight Club), який пізніше екранізував Девід Фінчер.
Поланік має одну з найбільших спільнот прихильників в Інтернеті, створену на його офіційному сайті. Творчість Палагнюка, схожа за стилем до творчості Брета Істона Елліса, Ірвіна Велша і Дугласа Копленда, зробила його одним з найпопулярніших романістів Генерації Х.

## Вимова прізвища
Існують різні варіанти вимови прізвища «Palahniuk». Чак в інтерв'ю «The Guardian» сказав, що його прізвище слід вимовляти: Paula-nick. На його офіційному вебсайті розміщена сімейна легенда, згідно з якою так вимовляти власне прізвище вирішили його бабуся і дідусь Paula та Nick, імена яких були суголосні прізвищу.
Сам Чак це коментує так:

Так багато Палагнюків повикидали літери зі свого імені. Ми ж зберегли їх усі, але можливо ми вимовляємо їх найгірше. В Старому Світі це вимовляють як «Па-ла-нюк»
Оригінальний текст (англ.)
So many Palahniuks drop letters from the name. We kept all the letters but we probably say it the worst. The 'Old World' pronunciation is PAH-la-NYOOK

В інтерв'ю російському виданню «Известия», Чак розповів таку історію:

Одного разу батьки повели нас на цвинтар, де поховані наші дід і баба. До того часу поки ми з братом і сестрами не побачили надгробки, ми й гадки не мали, як звали наших бабусю й дідуся. У цей момент … ми побачили дивний збіг. Моя сім'я завжди вимовляла наше прізвище як «Пола-Нік» і виявилося, що так звали наших бабусю й дідуся.

## Біографія
Народився в Паско, Вашингтон, у сім'ї Керол і Фреда Поланіків (укр. Палагнюків), де проживав у вагончику в Бербенку (штат Вашингтон) разом зі своєю сім'єю. Його батьки потім розійшлися і розлучилися, часто залишаючи його і ще трьох братів з дідусем і бабусею на їхньому ранчо в східному Вашингтоні. Дід Поланіка був українцем, що іммігрував на Захід через Канаду, південні штати до Північної Дакоти, і врешті-решт осів у Нью-Йорку в 1907 році. Сам Чак Україну поки не відвідував, хоча тут ще й досі живе брат письменника.

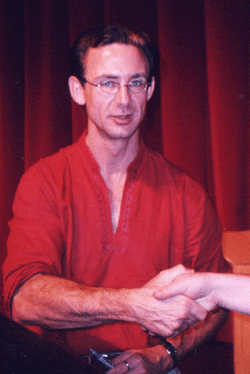
Чак Поланік в Університеті Олбані під час промо-туру свого твору «Щоденник» (21 вересня 2004 року)

З двадцятирічного віку Поланік відвідував Школу Журналістики при Університеті штату Орегон, і закінчив її в 1986 році. Навчаючись у коледжі, він працював на Національному Громадському Радіо в місті Юджин, Орегон. Невдовзі переїхав до Портленда. Після короткого періоду роботи у місцевій газеті працював у фірмі Freightliner механіком, і залишався там, аж доки не став успішним письменником. Протягом того часу він також писав інструкції з ремонту вантажівок і мав невелику журналістську практику (робота, до якої він ще повернеться, та вже після злету кар'єри). Після випадкових відвідин безкоштовного семінару, що проводився організацією Landmark Education, Поланік покинув роботу журналіста у 1988 році. Бажаючи від життя більшого, аніж просто роботи, Поланік працював волонтером у будинку безпритульних. Пізніше він також працював на добровільних засадах у притулку як супровідник: організовував транспортування безнадійно хворих людей і приводив їх на збори груп підтримки. Поланік припинив волонтерську роботу після смерті пацієнта, до якого відчував дуже велику приязнь.
Вже дорослим Поланік приєднався до організації непокори Cacophony Society. Він стає регулярним учасником їхніх акцій, включаючи щорічні Бешкети Санти (громадська різдвяна вечірка, в якій брали участь хулігани та п'яниці) в Портленді. Членство в організації надихнуло його на деякі твори, як художні, так і публіцистичні. Найзначнішим є використання Cacophony Society як прототипу Проекту «Знищення» (Project Mayhem) у «Бійцівському Клубі».
Поланік почав писати художні твори у віці приблизно 35 років. За його власними підрахунками, це сталося у період відвідин письменницької майстерні Тома Спанбауера, куди він приходив, щоб познайомитися з новими друзями. Спанбауер значною мірою надихнув Поланіка на його мінімалістичний стиль письма. Його перша книга, «Безсоння»(Insomnia: If You Lived Here, You'd Be Home Already), не була опублікована через розчарування самого автора історією (хоча невелика частина світу цієї книги все ж таки буде використана у «Бійцівському Клубі»). Коли він спробував надрукувати свій наступний твір, «Невидимі монстри» (Invisible Monsters), видавці відмовили, назвавши роман занадто дратівним. Це привело його до створення найвідомішого роману «Бійцівський Клуб» який він написав на зло видавцеві у ще дратівливішій манері. Поланік писав його у вільний від роботи у фірмі Freightliner час. Після публікації його частини як оповідання (що пізніше стане 6-м розділом роману) в збірці «Навздогін щастю» (Pursuit of Happiness). Поланік розширив його до повноцінного роману, який — на його великий подив — видавець погодився опублікувати. Хоча перше видання роману в твердій палітурці отримало позитивні відгуки та кілька нагород, він невдовзі втратив популярність. Одначе книга пробила собі шлях до Голлівуду, де виникло значне зацікавлення до її екранізації. Знімання фільму було завершено у 1999 році режисером Девідом Фінчером. На фільм очікували низькі касові збори (хоча він був № 1 за зборами в США у свій перший вікенд) і критична реакція, однак фільм невдовзі з'явився на DVD і став надзвичайно успішним. Роман перевидавався ще тричі — у 1999, 2004 (із новим авторським вступом про успіх екранізації) і 2005 роках (із післямовою Поланіка).
Виправлене і доповнене видання «Невидимок», як і його четвертий роман, «Вцілілий» (Survivor), також були опубліковані того року, зробивши Поланіка культовою фігурою. Кількома роками потому він створив свій перший бестселер за версією «Нью-Йорк Таймс», роман «Задуха» (Choke). Після цього усі пізні книги Поланіка мали значний успіх. Це дало йому змогу організовувати промо-тури своїх книг, де він читав уривки зі своїх нових, ще не опублікованих творів.
1999 року в особистому житті Поланіка сталася велика трагедія. У той час його батько Фред Поланік почав зустрічатися з жінкою на ім'я Донна Фонтейн, з якою познайомився через службу шлюбних оголошень під іменем «Kismet». Фонтейн раніше вже запроторила свого колишнього чоловіка Дейла Шеклфорда до в'язниці за сексуальні домагання. Шеклфорд заприсягнувся вбити Фонтейн, як тільки він вийде з тюрми. Поланік упевнений, що через службу шлюбних оголошень Фонтейн шукала «найсильнішого чоловіка, якого лиш можна знайти» («the biggest man she could find»), щоб захистити її від Шеклфорда, і батько Поланіка відповідав цьому опису. Після свого звільнення Шеклфорд переслідував Фонтейн і Поланіка-старшого до дому жінки у Кендріку, Айдахо, коли вони поверталися з побачення. Шеклфорд застрелив їх обох і затягнув тіла досередини будинку Фонтейн і одразу підпалив будинок. Навесні 2001 року Шеклфорда було визнано винним у двох вбивствах і засуджено до смертної кари. Услід за цими подіями Поланік почав роботу над романом «Колискова» (Lullaby). Як свідчить він сам, його було написано, щоб допомогти собі розібратися, чи заслуговував Шеклфорд на смертний вирок.
У вересні 2003 року Поланік дав інтерв'ю Керен Велбі, кореспонденту журналу Entertainment Weekly. Протягом інтерв'ю Поланік часто говорив про свого партнера. Поки усі були впевнені, що Поланік одружений (деякі ЗМІ запевняли, що у нього є дружина), насправді він жив зі своїм хлопцем. Потім Поланік стверджував, що Велбі надрукувала цю інформацію в її статті без його на те згоди. У відповідь він розмістив на своєму вебсайті сповнений обурення аудіозапис, у якому не лише підтвердив свою гомосексуальність, а й вилаяв Велбі та її родину. Однак хвилювання Поланіка не мало підстав, тому що стаття Велбі не розкривала нічого з його приватного життя, окрім того, що він неодружений. Запис потім було видалено з вебсайту, через що деякі прихильники подумали, що Поланік соромиться своєї гомосексуальності. Як сказав Денніс Відмайєр, адміністратор сайту, запис видалили через образливий відгук Поланіка щодо Велбі, а не через заяви про сексуальну орієнтацію. Після цього Поланік розмістив на своєму сайті нове аудіо, в якому прохав своїх прихильників не перейматися через ці події. Він також вибачився за свою поведінку, зізнавшись, що шкодує про цей інцидент.
У 2003 році в рамках промо-туру свого нового твору «Щоденник» (Diary) Поланік прочитав аудиторії невелике оповідання «Кишки» (Guts) — збірку оповідей про нещасні випадки під час мастурбації, яку потім було включено до його книги «Привиди» (Haunted). Повідомляють, що протягом читання 35 осіб зомліли (хоча можливо, більшість з них як прихильники Поланіка насправді лише вдавали непритомних). Журнал Плейбой потім опублікував це оповідання у березневому випуску 2004 року; Поланік дозволив їм опублікувати, крім цієї, ще одну новелу, однак видавцям вона здалася знову ж таки занадто дратівною. У рамках промо-туру твору «Дивніше за Вигадку: Правдиві Історії» (Stranger Than Fiction: True Stories) влітку 2004 року він читав оповідання знову, і цього разу зомліло вже 53 особи, а наступного разу — 60 (під час промо-туру видання «Щоденника» у м'якій обкладинці). Останній випадок непритомності зафіксовано в листопаді 2004 року в Дархемі, Північна Кароліна. Поланіка, схоже, ці випадки не особливо турбують, тому що прихильники й далі читають «Кишки» та інші твори. Аудіозаписи цих його читань можна знайти в інтернеті.

## Фантастика у творчості Чак Поланіка
Велика частина творів Паланіка в першому десятилітті 21-го століття пов'язана з фантастикою жахів та темами табу, з рідкісними проблисками науково-фантастичного натхнення. Зокрема, у книзі основі «Колискова: роман» (Lullaby: A Novel) (2002) — давня африканська «Пісня вибракувань», що поширюється через американське населення і призводить до масової загибелі немовлят. У циклі зв'язаних оповідань «Переслідуваний» (Haunted: A Novel of Stories) (2005), автор вдається до жанрових експериментів в межах клубної історії, зокрема у творі «Застарілі», в якому члени культу починають вірити, що масове самогубство може перевозити людство до утопії на Венері, та в оповіданні «Дисертація: Розповідь втраченого посилання» («Dissertation: A Story by the Missing Link»), що поновлює стародавні легенди перевертнів. У книзі «Рент: усна біографія Бастера Кейсі» («Rant: An Oral Biography of Buster Casey») (2007), тривалої медитації про подорожі в часі і безсмертя, дія якої відбувається у найближчому майбутньому, в якому перенаселення призводить до поділу американського населення на денну та нічну зміни. Дилогія «Медісон», що містить книги «Проклятий» (Damned) (2011) і «Приречений» (Doomed) (2013) розповідає про особливості ставлення до юного привида.

## Авторський стиль
Книги Поланіка, що передують Колисковій, мають чітку схожість. Персонажами є люди, хто був так чи інакше не сприйнятий суспільством, і хто діє іноді навіть із самознищувальною агресією. У всіх цих творах він намагається коментувати нагальні проблеми суспільства, такі як фетишизм. Та після подій 11 вересня 2001 року і суперечок, що виникли навколо творів такої тематики, Поланік почав писати більш тонко. Починаючи з Колискової, його романи стають сатиричними історіями жахів. Відрізняючись сюжетно від попередніх книг, вони й далі мають з ними багато спільного.
Оповідь в книгах Поланіка часто починається з тимчасового кінця, коли герой книги згадує події, що передували початку книги. У Колисковій використано різновид цього. Наявний поділ між нормальною, лінійною розповіддю і тимчасовим кінцем після кожних кількох глав. Існують і винятки, як Задуха і Щоденник (які є більш лінійними). Часто наприкінці книг стається відхилення головної гілки сюжету, яке буде якимось чином пов'язане з тимчасовою кінцівкою (що сам Поланік називає «прихованою зброєю» — «the hidden gun»). Його більш лінійні твори, відрізняючись стилем на початку, також врешті мають схожі розгалуження сюжету.
Письменницький стиль Поланіка багато бере від таких письменників, як Гордон Ліш і Емі Гемпл. Його називають мінімалістичним через використання доволі обмеженого словникового запасу і коротких речень з метою зімітувати розповідь простої людини. В одному з інтерв'ю Поланік сказав, що йому більше подобається писати дієсловами, аніж прикметниками. Повторення певних рядків в історії (Поланік називає це «приспівами» — «choruses») є однією з найпомітніших ознак його стилю; їх можна знайти у майже кожному розділі будь-якого його твору. Поланік також говорить про приспіви, які перегукуються між окремими романами. Це волошково-синій колір і місто Міссула (штат Монтана), які так чи інакше з'являються в усіх книгах. Тим не менш, відомим Поланік став через свій цинічний та іронічний чорний гумор, яким пройняті його твори. Саме через поєднання такого почуття гумору і дивних подій, навколо яких будуються сюжетні лінії (завдяки чому деякі читачі вважають ці книги важкими для читання), мас-медіа називають Поланіка «шоковим письменником».
Іноді, окрім художніх творів, Поланік пише і публіцистичні. Працюючи вільнонайманим журналістом у вільний від письменницької роботи час, він пише есе і репортажі на різноманітні теми. Іноді він сам є учасником подій, описаних в цих творах, які складно піддаються літературному аналізу. Він також бере інтерв'ю у знаменитостей, як, наприклад, у Джульєтти Льюїс чи Мериліна Менсона. Деякі з цих творів опубліковано в його книзі Дивніше за вигадку: правдиві історії. Іноді Поланік включає деякі елементи публіцистики до своїх художніх творів, пояснюючи це бажанням більшого заглиблення читача у книгу.

## Критика

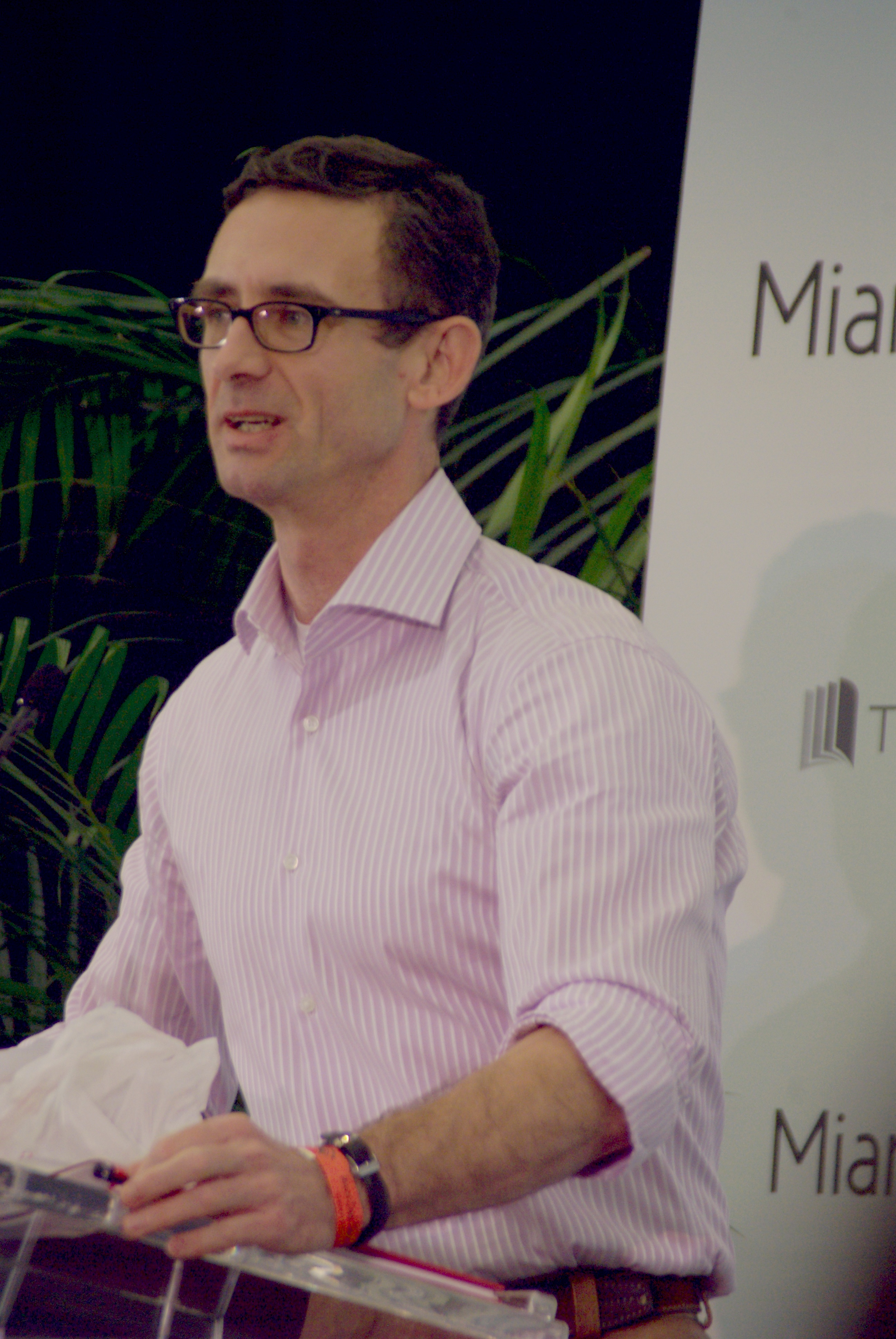
Поланік на літературному фестивалі в Маямі, 2011

Деякі критики характеризують його як «шокового письменника» через ненормальність змальовуваних ситуацій, до яких все ж ставляться більше з гумором, аніж критично, в першу чергу через вчинки персонажів. Також іноді виникають сумніви у доречності публіцистичних вставок у художні твори, що є одним з аргументів характеристики «шокового письменника». Багато критиків стверджують, що твори Поланіка є нігілістичними, чи схильними до нігілізму. Та сам Поланік запевняє, що він не нігіліст, а романтик, і його праці помилково вважають такими, тому що вони несуть ідеї, в які більшість просто не вірить. Інші критики говорять про елементи сексизму у його творах.
Лора Міллер (Laura Miller) з сайту Salon.com написала різко негативну рецензію Щоденника, на що фани і сам Поланік доволі швидко відреагували у секції кореспонденції цього сайту.
На додачу деякі літературні критики, зокрема Міллер, стверджують, що після Бійцівського Клубу твори Поланіка стилістично є дуже схожими. На доказ цього вони говорять, що оповідачі у Бійцівському Клубі, Задусі та Вцілілому мають майже однакові стилі письма і мовлення, попри те, що належать вони до різних прошарків суспільства (наприклад, Бійцівський Клуб оповідається приземлено-мудрим і цинічним представником інтелектуальної праці, а історію Вцілілого розповідає людина, що була віч-на-віч зі смертю). Спільними рисами усіх цих трьох романів є дуже короткі речення й абзаци, звернення до поп-культури і тонкі цинічні дотепи на тему статус-кво, балансу й рівноваги у світі. Оскільки кар'єра Поланіка триває, дехто також звинувачує його у навмисному зверненні до гострих тем, адже від нього цього очікують.

## Адаптації творів
Після успіху фільму Бійцівський клуб з'явився інтерес до екранізації Вцілілого. Права на фільм за Вцілілим вперше було продано на початку 2001 року, та з того часу ще жодна кіностудія не взялася за фільмування. Після атак на Пентагон і Всесвітній Торговий Центр 11 вересня 2001 року кінокомпанії, певно, вважають роман занадто суперечливим як на основу фільму. Пояснюється це тим, що головний герой Вцілілого викрадає цивільний літак і розбиває його в малолюдній місцевості Австралії. Однак у середині 2004 року студія 20th Century Fox оголосила про початок підготовки до екранізації книги.
Тим часом права на фільми Невидимі монстри, Щоденник і Задуха також було продано. Поки мало що відомо про перші два проекти, крім того, що Джессіка Біл погодилася грати ролі одночасно Шеннон і Бренді в Невидимках. Поланік також заявляв, що екранізацію Задухи буде знімати Даррен Аронофські, режисер фільму Реквієм за мрією, і його звична команда. Проте цей фільм зняв режисер Кларк Ґреґ. «Задуха» вийшла у прокат 2008 року. « [Архівовано 27 вересня 2011 у Wayback Machine.]». Девід Фінчер висловив своє зацікавлення у фільмуванні Щоденника як міні-серіалу на каналі HBO.
Окрім фільму, за мотивами Бійцівського Клубу було створено файтинг-відеогру, видану в жовтні 2004 року й оцінену всіма незадовільно. Поланік також якось згадував, що працює над мюзиклом на основі Бійцівського Клубу з Девідом Фінчером і Трентом Резнором. Бред Пітт, який зіграв роль Тайлера Дердена у Бійцівському Клубі, також виявив інтерес до участі.
В Інтернеті також доступні комікси Невидимі монстри і Колискова.

## Прихильники
У 2003 році учасники офіційного Інтернет-сайту Поланіка зняли документальний фільм про його життя, названий Листівки з майбутнього: Документальна стрічка, присвячена Чаку Поланіку (Postcards from the Future: The Chuck Palahniuk Documentary).
Офіційний фан-сайт, «Культ» («The Cult»), як його учасники називають себе, організував письменницьку майстерню, де Чак Поланік навчає всіх тонкощів книгописання. Щомісяця Поланік викладає есе про методи роботи письменника і відповідає на запитання про них протягом усього наступного місяця. Він збирається скомпонувати їх усі у книгу, присвячену мінімалістичному стилю письма.
Поланік також намагається відповідати на всі листи, що надходять від його прихильників. Іноді він надсилає дивні подарунки (пластикові руки, діадеми королев шкільних балів і маски) разом зі своїми відповідями. Інколи він дарує їх прихильникам на читаннях своїх книг, часто як призи за задані питання. Підписуючи на цих читаннях книги, він також ставить на них гумористичні печатки, зміст яких пов'язаний зі змістом книг (наприклад, печатка «Власність клініки доктора Б. Александера зі зміни статі» («Property of Dr. B. Alexander Sex Reassignment Clinic») на примірнику Невидимок).
Англійський гурт Fightstar перейменував свою пісню «Out Swimming in the Flood» (присвячену цунамі, що сталося під час землетрусу в Індійському океані в 2004 році) на «Palahniuk's Laughter». Їм здалося, що Поланікова теорія консервованого сміху, записаного у 1950-х роках, є цікавою темою.
Деякі з музичних композицій альбому A Fever You Can't Sweat Out гурту Panic! at the Disco цитують і посилаються на твори Поланіка.

## Особисте життя
Чак Поланік є геєм. Він здійснив камінг-аут у 2004 році. Зі своїм партнером Майком він разом з середини 1990-тих, коли Паланік працював у Freightliner. Вони мешкають у колишньому церковному комплексі за межами Ванкувера, штат Вашингтон.

### Художні твори
- Безсоння (Insomnia: If You Lived Here, You'd Be Home Already) (ранні 1990-ті, не опубліковано)
- Бійцівський клуб (Fight Club) (1996 — переклад українською Чак Палагнюк. Бійцівський клуб: Роман // Фоліо. — 2007.) — екранізовано в однойменному фільмі
- Вцілілий (Survivor) (1999)
- Невидимі монстри (Invisible Monsters) (1999) (написано у період між «Безсонням» і «Бійцівським клубом»)
- Задуха (Choke) (2001)
- Колискова (Lullaby) (2002)
- Щоденник (Diary) (2003)
- Примари (Haunted) (2005)
- Рент: Усна біографія Бастера Кейсі (An Oral Biography Of Buster Casey) (2007)
- Снаф (Snuff) (2008)
- Карлик (Pygmy) (2009)
- Розкажи все[en] (Tell-All) (2010)
- Прокляті (Damned) (2011)
- Невидимі монстри: Перезавантаження (Invisible Monsters Remix) (2012)
- Приречені[en] (Doomed) (2013)
- Чарівна ти (Beautiful You) (2014)
- Створи щось (Make Something Up) (2015)
- Бійцівський клуб 2 (Fight Club 2) (2016)
- Наживка (Bait) (2016)[43]
- Виправний день (Adjustment day) (2018)
- Бійцівський клуб 3 (Fight Club 3) (2019)
- Винахід звуку (The Invention of Sound) (2020)[44]

### Нон-фікшн
- Втікачі і Біженці: Прогулянки Портлендом, штат Орегон (Fugitives and Refugees: A Walk in Portland, Oregon) (2003)
- Дивніше за Вигадку: Правдиві Історії (Stranger Than Fiction: True Stories) (2004)
- You Do Not Talk About Fight Club: I Am Jack's Completely Unauthorized Essay Collection (2008) (introduction)
- Consider This: Moments In My Writing Life After Which Everything Was Different (2020)

## Нагороди та номінації
| Рік  | Назва              | Нагорода                                          | Категорія         | Результат |
| ---- | ------------------ | ------------------------------------------------- | ----------------- | --------- |
| 1997 | «Бійцівський клуб» | «Pacific Northwest Booksellers Association Award» | «Найкраща книга»  | Перемога  |
| 1997 | «Бійцівський клуб» | «Oregon Book Award»                               | «Найкращий роман» | Перемога  |
| 1999 | «Вцілілий»         | «Oregon Book Award»                               | «Найкращий роман» | Номінація |
| 2002 | «Колискова»        | «Премія Брема Стокера»                            | «Найкращий роман» | Номінація |
| 2003 | «Колискова»        | «Pacific Northwest Booksellers Association Award» | «Найкраща книга»  | Перемога  |
| 2005 | «Привиди»          | «Премія Брема Стокера»                            | «Найкращий роман» | Номінація |